# Contes (Ionesco)
Pour les articles homonymes, voir Contes.
Contes est une pièce de théâtre d'Eugène Ionesco, adaptation de ses Contes pour enfants de moins de 3 ans, créée le 7 novembre 1979 au Théâtre Daniel-Sorano à Vincennes dans une mise en scène de Claude Confortès. La pièce est une partie du spectacle Contes et exercices de conversation et de diction françaises pour étudiants américains de la Compagnie Claude Confortès.

## Distribution à la création
- Maurice Baquet